# (29408) Katoyuko
(29408) 1996 VJ5 est un astéroïde de la ceinture principale découvert en 1996.

## Description
(29408) 1996 VJ5 a été découvert le 3 novembre 1996 à l'observatoire de Kitami, situé à l'est d'Hokkaidō (Japon), par Kin Endate et Kazuro Watanabe.

### Caractéristiques orbitales
L'orbite de cet astéroïde est caractérisée par un demi-grand axe de 2,98 ua, un périhélie de 2,18 ua, une excentricité de 0,27 et une inclinaison de 20,79° par rapport à l'écliptique. Du fait de ces caractéristiques, à savoir un demi-grand axe compris entre 2 et 3,2 ua et un périhélie supérieur à 1,666 ua, il est classé, selon la JPL Small-Body Database, comme objet de la ceinture principale d'astéroïdes.

### Caractéristiques physiques
(29408) 1996 VJ5 a une magnitude absolue (H) de 12,7 et un albédo estimé à 0,076.